# Nogent-le-Roi
Nogent-le-Roi is een gemeente in het Franse departement Eure-et-Loir (regio Centre-Val de Loire). De plaats maakt deel uit van het arrondissement Dreux. Nogent-le-Roi telde op 1 januari 2022 4.023 inwoners.

## Geografie
De oppervlakte van Nogent-le-Roi bedroeg op 1 januari 2022 13,01 vierkante kilometer; de bevolkingsdichtheid was toen 309,2 inwoners per km².

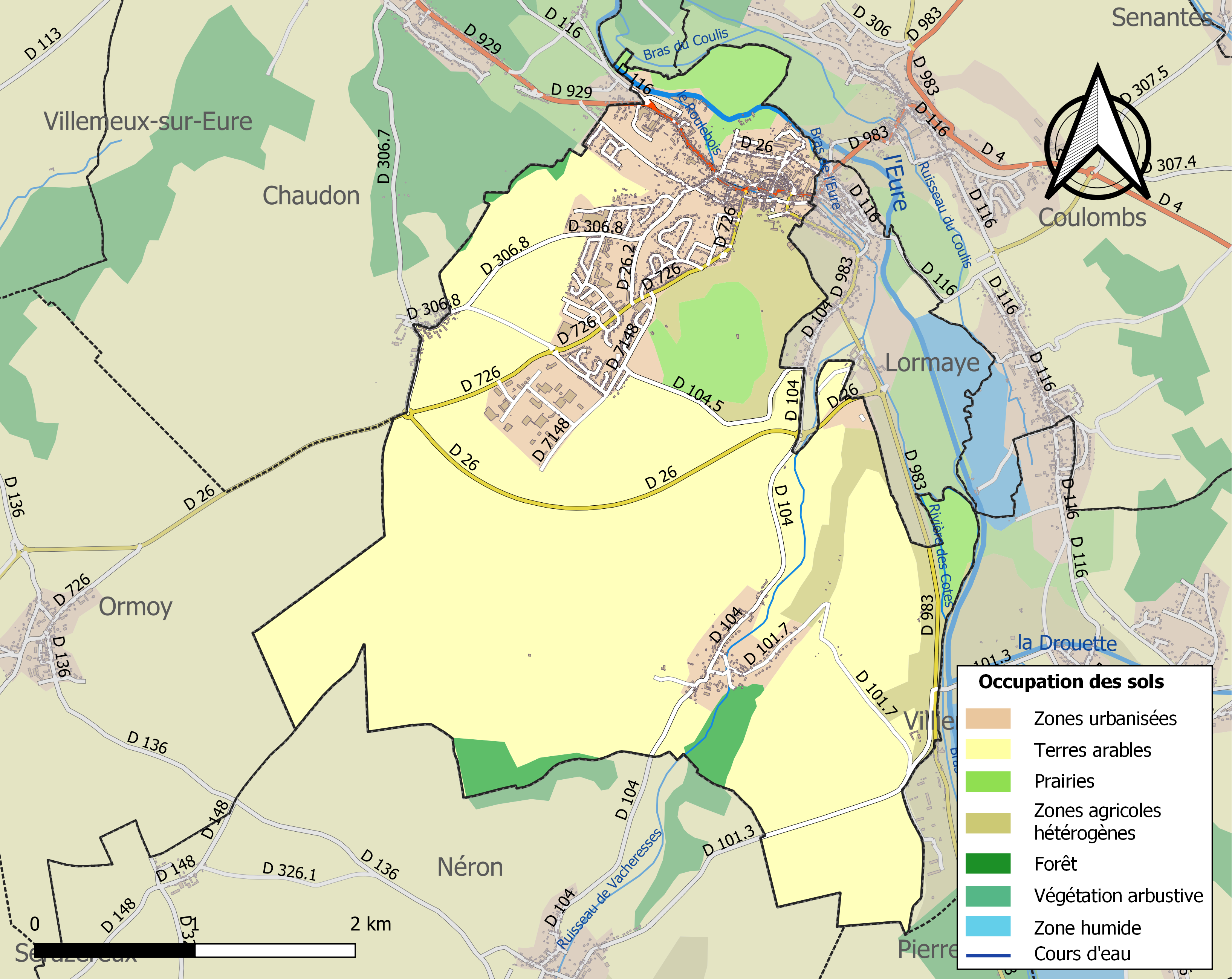
Kaart van de gemeente met belangrijkste infrastructuur, bodemgebruik en omliggende gemeenten

## Demografie
Onderstaande figuur toont het verloop van het inwonertal (bron: INSEE-tellingen).